# Suso Cecchi D'Amico
Suso Cecchi d'Amico (nacida como Giovanna Cecchi, Roma, 21 de julio de 1914-ibídem, 31 de julio de 2010) fue una de las más famosas guionistas del cine italiano, especialmente por sus guiones para Luchino Visconti, Vittorio De Sica, Mario Monicelli y otros realizadores del neorrealismo italiano. Era conocida como La Reina de Cinecittà.

## Biografía
Hija del escritor y guionista Emilio Cecchi (1884-1966) y de la pintora Leonetta Pieraccini, perteneció a la alta burguesía intelectual romana de principios de siglo. Su padre la llamó "Suso" (sobrenombre de Susana en dialecto toscano). Cursó estudios en el Liceo Francés y durante la guerra debió refugiarse en una granja de la familia cercana a Florencia por sus convicciones antifascistas que la llevaron a unirse a la resistencia.
Fue la guionista de más de cien largometrajes entre 1946 y 2006.
Sus más relevantes trabajos fueron con Vittorio de Sica (Ladri di biciclette, Milagro en Milán), Luchino Visconti (El gatopardo, Senso, Rocco y sus hermanos, Bellissima, El extranjero, Ludwig, Confidencias, El inocente, Nosotras las mujeres (quinto episodio con Anna Magnani), Mario Monicelli (Casanova '70), Franco Zeffirelli (La fierecilla domada), Mauro Bolognini (Metello), y otros.
Fue condecorada con la Orden al Mérito de la República Italiana y en 1994 se le concedió el León de Oro del Festival de Venecia en honor a su trayectoria.
Se casó con el compositor Fedele D'Amico en 1938 quien fundó el Movimiento de Católicos Comunistas y durante la Segunda Guerra Mundial publicó un periódico antifascista. Tuvo tres hijos (Silvia, Masolino y Caterina). Fedele murió en 1990.
En 1988, la Universidad de Bari le asigna un grado honorario en Lengua y Literatura con la siguiente motivación: "Su técnica audaz y sus vastos conocimientos fueron muy valiosos en el valor literario de sus películas ... Ella volvió a trabajar temas originales con una visión profunda y un extraordinario sentido literario cinematográfico".
En 1994, el Festival de Venecia le otorga el León de Oro por toda su carrera.
Murió en Roma después de una larga enfermedad el 31 de julio de 2010.

### Colaboraciones con Fellini, Flaiano, Zavattini, Age y Scarpelli
Junto con Piero Tellini escribe Vivir en Paz (1947) y Honorable Angelina (1947), ambas dirigidas por Luigi Zampa, interpretados respectivamente por Fabrizi y Anna Magnani, con el que comenzó a salir con asiduidad, empezando su pasión por la amistad con los actores. Por el guion de Vivir en paz, también firmado por Tellini y Zampa pero básicamente escrito por ella, ganó la Cinta de Plata al mejor guion.
Hizo con Federico Fellini el guion de la película El delito de Giovani Episcopo (1947), adaptado de una novela de Gabriele D'Annunzio y dirigida por Alberto Lattuada.
Escribió con Ennio Flaiano el guion de Roma città libera (1947), de Marcello Pagliero, tomada de La noche trae un abogado, obra del mismo Flaiano.
Escribe con Cesare Zavattini los guiones de El ladrón de bicicletas (1948), la obra maestra de Vittorio De Sica en que propone el final con el intento de robo de la bicicleta, de Mura di Malapaga (1949), dirigida por René Clément y Oscar como mejor obra extranjera y también colabora en la escritura de Milagro en Milán (1951) también de Vittorio De Sica.
La relación profesional con Zavattini se detiene cuando él le niega la participación en la película Es más fácil para un camello... dirigida por Zampa, para quien escribió el tema mientras Cecchi D'Amico y Vitaliano Brancati escribieron el guion.
Trabaja con Mario Monicelli y la pareja Age y Scarpelli para escribir I soliti ignoti (1958). Las reuniones de guion a menudo terminaban con peleas entre Age y Scarpelli, en las que Monicelli y Cecchi D'Amico se mantenían apartados para quitarles importancia.

### Camerini y Blasetti
Colabora en el guion de la exitosa película Fabiola (1949), dirigida por Blasetti. Para la escena romántica entre Fabiola (Michèle Morgan) y un hermoso Gladiador (Henri Vidal), el director deberá consultar a decenas de personas, para un total de cuarenta y siete versiones, y cada toma con un gesto o una broma diferentes. Eligió aquella en que durante el encuentro, el amante, para poner más cómoda a Fabiola, le hace una almohada de arena.
Con Flaiano escribe los guiones para Blasetti de Peccato che sia una canaglia (1955), en que impone a Sofía Loren en el papel después de verla pasar en Cinecittà, "hermosa, excesiva, decorativa como un árbol de Navidad",  y La suerte de ser una mujer (1956). Para Mario Camerini, que Blasetti define como un director de la generación anterior, escribió el guion de Due mogli sono troppe (1951).

### Luchino Visconti
El primer trabajo como guionista para Visconti fue La carroza del Santísimo Sacramento «que no se hizo porque él se peleó con la productora y el proyecto pasó a Renoir». Después fue el momento para Bellissima (1951), con Anna Magnani y Walter Chiari. Este último interpreta a un personaje que, simplemente se menciona en la primera versión del guion, siendo desarrollado más tarde por razones relacionadas con la distribución de la película.
El guion de Senso (1954), tomado de una novela de Camillo Boito, no fue rodado completamente. D'Amico dice de ello: «Yo no tenía mucha experiencia en hacer películas con Luchino y no estaba previsto ningún retraso en las escenas de la villa, ni todos los cruces de habitación para buscar algo. En  determinado momento Gualino el productor me llamó y me pidió que informara a Visconti que iba a cerrar el rodaje. El material filmado tenía más que la longitud de la película y el presupuesto había sido superado en gran medida. Por lo que nunca se giraron las escenas de Valli atravesando los campos de batalla en carroza. El viaje de la condesa Serpieri se reduce a una aparición de ella en la carroza, para pasar entre las tropas ensangrentadas».  
Pratolini colabora en la redacción de la historia de Rocco y sus hermanos (1960). Escribió el guion junto a Pasquale Festa Campanile y Massimo Franciosa, ambos sureños, beneficiosos para la definir la psicología de los personajes y el tono del diálogo. 
En el guion de El gatopardo (1963), por sugerencia de Visconti, utiliza sólo la parte final de la novela de Tomasi di Lampedusa con el baile para dar un sentido a la muerte del príncipe y a la decadencia de la sociedad aristocrática de los Gatopardos.  
Para el guion de Sandra (1965), se inspira por la tragedia de Electra. Para la realización de la película El extraño (1967) sigue una fiel adaptación del libro de Camus.
Antes de montar la película Ludwig (1973), está junto con el director Visconti cuando sufrió un derrame cerebral que lo dejó inválido para lo que le quedaba de vida. Trabaja en el guion de Confidencias (Retrato de familia en interior) (1974), un retrato crepuscular de la incapacidad del intelectual coherente de hacer frente a su grupo social y de adaptarse a un mundo de valores culturales banales. Visconti se veía muy reflejado en ese retrato, aunque el personaje protagonista era un trasunto del crítico de arte Mario Praz. También redacta el guion de la última película de Visconti, El inocente (1976), basada en un relato de D'Annunzio.

### Michelangelo Antonioni, Francesco Rosi y Luigi Comencini
Con Antonioni hace Los perdedores (1952), inspirada en los acontecimientos de la crónica de sucesos, efectuando indagaciones y recogida de materiales disponibles en la prensa y en los documentos legales. También hace La señora sin camelias (1953) y Los amigos (1955), ganadora del León de plata en el Festival de Venecia.
Colabora en el guion de Camisas rojas (Anita Garibaldi) (1952), dirigida por Francesco Rosi y Goffredo Alessandrini, con Anna Magnani, pero la película fue definida por Cecchi d'Amico como una '' aventura sin sentido. " Con Francesco Rosi trabaja en otras tres películas La sfida (1957), I Magliari (1959) y Salvatore Giuliano (1962). 
Con Luigi Comencini trabaja en las películas Prohibido robar (1948), La ventana sobre el Luna Park (1956), Las aventuras de Pinocho (1972), escrito para la televisión, Corazón (1984) e Infancia, vocación y primeras experiencias de Giacomo Casanova, veneciano (1969).

## Filmografía
- Mio figlio professore (1946), dirigida por Renato Castellani.
- Vivere in pace (1947), dirigida por Luigi Zampa.
- Il delitto di Giovanni Episcopo (1947), dirigida por Alberto Lattuada.
- L’onorevole Angelina (1947), dirigida por Luigi Zampa.
- Roma città libera (1947), dirigida por Marcello Pagliero.
- Proibito rubare (1948), dirigida por Luigi Comencini.
- Ladri di biciclette (1948), dirigida por Vittorio De Sica.
- Fabiola (1949), dirigida por Alessandro Blasetti.
- Cielo sulla palude (1949), dirigida por Augusto Genina.
- Le mura di Malapaga/Au-delà des grilles (1949), dirigida por René Clément.
- Patto con il diavolo (1949), dirigida por Luigi Chiarini.
- È primavera (1950), dirigida por Renato Castellani.
- È più facile che un cammello… (1950), dirigida por Luigi Zampa.
- Romanzo d’amore (1950), dirigida por Duilio Coletti.
- Miracolo a Milano (1951), dirigida por Vittorio De Sica.
- Due mogli sono troppe (1951), dirigida por Mario Camerini.
- Bellissima (1951), dirigida por Luchino Visconti.
- Buongiorno, elefante! (1952), dirigida por Gianni Franciolini.
- Processo alla città (1952), dirigida por Luigi Zampa.
- Altri tempi, dirigida por Alessandro Blasetti. (1952)
- I vinti (1952), dirigida por Michelangelo Antonioni.
- Il mondo le condanna (1953), dirigida por Gianni Franciolini.
- La signora senza camelie, dirigida por Michelangelo Antonioni. (1953)
- Febbre di vivere (1953), dirigida por Claudio Gora.
- Vacanze romane/Roman holiday (1953), dirigida por William Wyler.
- Siamo donne (1953), dirigida por Luchino Visconti.
- Il sole negli occhi (1953), dirigida por Antonio Pietrangeli.
- L’allegro squadrone (1953), dirigida por Paolo Moffa.
- Cento anni d’amore (1954), dirigida por Lionello De Felice.
- Tempi nostri (1954), dirigida por Alessandro Blasetti.
- Senso, dirigida por Luchino Visconti. (1954)
- Peccato che sia una canaglia (1955), dirigida por Alessandro Blasetti.
- Le amiche (1955), dirigida por Michelangelo Antonioni.
- Gli sbandati (1955), dirigida por Francesco Maselli.
- Proibito (1955), dirigida por Mario Monicelli.
- Graziella (1955), dirigida por Giorgio Bianchi.
- La fortuna di essere donna (1956), dirigida por Alessandro Blasetti.
- La finestra sul Luna Park (1956), dirigida por Luigi Comencini.
- Kean, genio e sregolatezza (1957), dirigida por Vittorio Gassman.
- Le notti bianche, dirigida por Luchino Visconti. (1957)
- Mariti in città (1957), dirigida por Luigi Comencini.
- La sfida (1957), dirigida por Francesco Rosi.
- I soliti ignoti, dirigida por Mario Monicelli. (1958)
- Nella città l’inferno (1959), dirigida por Renato Castellani.
- Estate violenta (1959), dirigida por Valerio Zurlini.
- I magliari, dirigida por Francesco Rosi. (1959)
- Risate di gioia (1960), dirigida por Mario Monicelli.
- La contessa azzurra (1960), dirigida por Claudio Gora.
- La baia di Napoli/It started in Naples (1961), dirigida por Melville Shavelson.
- I due nemici/The best of enemies (1961), dirigida por Guy Hamilton.
- Boccaccio ’70 (1962), episodio "Il lavoro", dirigida por Luchino Visconti.
- Salvatore Giuliano, dirigida por Francesco Rosi (1961)
- Le quattro verità (1963), dirigida por Alessandro Blasetti.
- Il Gattopardo, dirigida por Luchino Visconti. (1963)
- Gli indifferenti (1974), dirigida por Francesco Maselli.
- Casanova '70, dirigida por Mario Monicelli. (1965)
- Vaghe stelle dell'Orsa, dirigida por Luchino Visconti. (1965)
- Spara più forte, più forte… non capisco! (1966), dirigida por Eduardo De Filippo.
- La bisbetica domata/The Taming of the Shrew (1966), dirigida por Franco Zeffirelli.
- Le fate (1966), dirigida por Mario Monicelli.
- Lo straniero (1967), dirigida por Luchino Visconti.
- L’uomo, l’orgoglio, la vendetta (1967), dirigida por Luigi Bazzoni.
- Senza sapere niente di lei (1969), dirigida por Luigi Comencini.
- Infanzia, vocazione e prime esperienze di Giacomo Casanova (1969), dirigida por Luigi Comencini.
- Metello (1970), dirigida por Mauro Bolognini.
- La mortadella, dirigida por Mario Monicelli. (1971)
- Fratello sole, sorella luna (1972), dirigida por Franco Zeffirelli.
- Il diavolo nel cervello (1972), dirigida por Sergio Sollima.
- Le avventure di Pinocchio, dirigida por Luigi Comencini. (1972)
- I figli chiedono perché (1972), dirigida por Nino Zanchin.
- Ludwig (1973), dirigida por Luchino Visconti.
- Amore e ginnastica (1973), dirigida por Luigi Filippo d’Amico.
- Amore amaro (1974), dirigida por Florestano Vancini.
- Gruppo di famiglia in un interno (1974), dirigida por Luchino Visconti
- Prete, fai un miracolo (1975), dirigida por Mario Chiari.
- Caro Michele, dirigida por Mario Monicelli.(1976)
- L'innocente, dirigida por Luchino Visconti. (1976)
- Dimmi che fai tutto per me (1976), dirigida por Pasquale Festa Campanile..
- Gesù di Nazareth (1977), dirigida por Franco Zeffirelli.
- La velia (1980), dirigida por Mario Ferrero.
- Lighea (1983), dirigida por Carlo Tuzii.
- Cuore (1984), dirigida por Luigi Comencini.
- Uno scandalo per bene (1984), dirigida por Pasquale Festa Campanile.
- Bertoldo, Bertoldino e... Cacasenno, dirigida por Mario Monicelli. (1984)
- Le due vite di Mattia Pascal (1985), dirigida por Mario Monicelli.
- I soliti ignoti vent’anni dopo (1986), dirigida por Amanzio Todini.
- Speriamo che sia femmina (1986), dirigida por Mario Monicelli.
- La storia (1986), dirigida por Luigi Comencini.
- Caravaggio (1986), dirigida por Derek Jarman.
- L’inchiesta (1987), dirigida por Damiano Damiani.
- Oci ciornie (1987), dirigida por Nikita Mijalkov.
- I picari (1987), dirigida por Mario Monicelli.
- Ti presento un’amica (1988), dirigida por Francesco Massaro.
- Marco e Laura dieci anni fa (1988), dirigida por Carlo Tuzii.
- Stradivari (1988), dirigida por Giacomo Battiato.
- La moglie ingenua e il marito malato (1989), dirigida por Mario Monicelli.
- Rossini, Rossini (1991), dirigida por Mario Monicelli.
- Parenti serpenti (1992), dirigida por Mario Monicelli.
- La fine è nota (1993), dirigida por Cristina Comencini.
- Cari fottutissimi amici, dirigida por Mario Monicelli. (1994)
- Facciamo paradiso, dirigida por Mario Monicelli. (1995)
- Bruno aspetta in macchina (1996), dirigida por Duccio Camerini.
- La stanza dello scirocco (1998), dirigida por Maurizio Sciarra.
- Panni sporchi, dirigida por Mario Monicelli. (1999)
- Un amico mágico: il maestro Nino Rota (1999), dirigida por Mario Monicelli.
- Il cielo cade (2000), dirigida por Andrea y Antonio Frazzi.
- Come quando fuori piove (2000), dirigida por Mario Monicelli.
- Il mio viaggio in Italia, dirigida por Martin Scorsese. (2001)
- Raul – Diritto di uccidere (2005), dirigida por Andrea Bolognini.
- L’inchiesta (2006), dirigida por Giulio Base.
- Le rose del deserto (2006), dirigida por Mario Monicelli.

## Premios y distinciones
Premios Óscar
| Año  | Categoría                        | Película    | Resultado |
| ---- | -------------------------------- | ----------- | --------- |
| 1966 | Mejor argumento y guion original | Casanova 70 | Nominado  |

Festival Internacional de Cine de Venecia
| Año  | Categoría             | Resultado |
| ---- | --------------------- | --------- |
| 1993 | Premio Pietro Bianchi | Ganadora  |
| 1994 | León de Oro Especial  | Ganadora  |